# بيان بن بشر الأحمسي
بيان بن بشر الأحمسي، أبو بشر الكوفي المعلم، تابعي ومُحدث ثقة ثبت. روى له الجماعة.

## روايته للحديث النبوي
- روى عن: إبراهيم التيمي، وأنس بن مالك، وحصين بن صفوان، وحكيم بن جابر الأحمسي، وحمران بن أباب، ورفاعة بن شداد، وطارق بْن شهاب الأحمسي، وطلحة بن مصرف، وعامر بن شراحيل، وعامر بن عبد الله بن الزبير، وعبد الرحمن بن الأسود النخعي، وعبد الرحمن بن أبي الشعثاء المحاربي، وعبد الرحمن بن أبي ليلى، وعبد الرحمن بن هلال العبسي، وعكرمة مولى ابن عباس، وقيس بن أبي حازم الأحمسي، ومحَمَّد بْن علي بْن الحسين بْن علي بْن أَبي طالب، وموسى بن طلحة بن عبيد الله، ووبرة بْن عبد الرحمن المسلي، وأبي صالح الحنفي، وأبي عَمْرو الشيباني.
- روى عنه: إسرائيل بن يونس، وإسماعيل بن أبي خالد، وإسماعيل بن مجالد بن سَعِيد، وأيوب بْن جابر الحنفي، وجرير بْن عبد الحميد الضبي، وجعفر بن زياد الأحمر، والحسن بن صالِح بْن حي، والحكم بْن عبد الملك، وخالد بن عبد اللَّهِ الواسطي، وداهر بن يحيى الأحمري، والد عَبْد اللَّهِ بْن داهر الرازي، وزائدة بن قدامة الثقفي، وزهير بن معاوية، وسفيان الثوري، وسفيان بن عيينة، وسنان بْن هارون البرجمي، وأبو الأحوص سلام بْن سليم، وشريك بن عبد الله النخعي، وشعبة بن الحجاج، وأَبُو الأسود عبد الرحمن بْن عامر، وعُبَيدة بْن حميد، وعلي بن عاصم الواسطي، وعنبسة بْن عبد الواحد القرشي، والفضيل بن عياض، ومحمد بن فضيل بن غزوان، ومسعر بن كدام، ومعتمر بن سليمان، ومفضل بن مهلهل، وهاشم بن البريد، وهدبة بْن المنهال، وهريم بْن سفيان، وأبو عوانة الوضاح بن عبد الله اليشكري، والوليد بن أبي ثور، ويحيى بْن سلمة بن كهيل، ويزيد بْن عطاء اليشكري، وأَبُو يُوسُف يعقوب بن إبراهيم القاضي، وأَبُو معاذ يعيش بْن عبد الرحمن البسطامي، وأَبُو يعقوب يُوسُف بْن يعقوب البجلي الأسود، ويونس بن أبي إسحاق.[1]
- الجرح والتعديل: قال علي بن المديني: «له نحو سبعين حديثًا»، وقال أحمد بن حنبل: «ثقة من الثقات»، وقال يحيى بن معين وأبو حاتم الرازي والنسائي: «ثقة»، وقال «العجلي»: «كوفي ثقة وليس بكثير الحديث روى أقل من مائة حديث»، وقال يعقوب بن شيبة: «كان ثقة ثبتًا». وقال يعقوب بن سفيان: «ثقة» وقال أبو ذر الهروي عن الدارقطني: «هو أحد الثقات الأثبات»، ذكره ابن حبان في كتاب الثقات.[2]